# Шокова терапія (економіка)
Шо́кова терапі́я — умовна назва комплексу радикальних економічних реформ, що спрямовані на «лікування» економіки держави, виведення її з економічної кризи. До таких реформ належать:
- Лібералізація цін
- Скорочення грошової маси
- Приватизація збиткових, а подекуди і прибуткових державних підприємств.

Особливої популярності термін «шокова терапія» набув після втілення комплексу радикальних вільноринкових реформ у Польщі, т.зв. «плану Бальцеровича». Хоча сам автор і головний реалізатор цього плану неодноразово критикував вислів «шокова терапія» як характеристику його реформаторської політики.

## Історія
- Німеччина — (від 1940-х років)
- Велика Британія — тетчеризм (від 1979 року)
- Нова Зеландія — роджерноміка (від 1984 року)
- Польща — План Бальцеровича (від 1989 року)
- Росія — (від 1991 року)